# گروه ضدحزبی

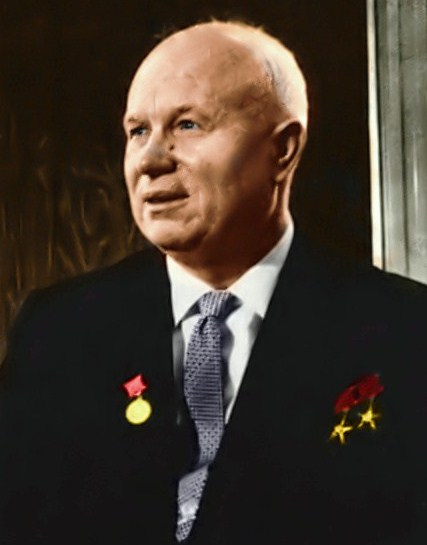
نیکیتا خروشچف رهبری حزب

گروه ضدحزبی (روسی: Антипартийная группа، آوانگاری Antipartiynaya gruppa) به عده‌ای از رهبران بزرگ حزب کمونیست شوروی به سرکردگی گئورگی مالنکوف، لازار کاگانویچ و ویاچسلاو مولوتف گفته می‌شود که در ژوئن سال ۱۹۵۷ کوشش بی‌نتیجه‌ای جهت برکنار کردن نیکیتا خروشچف از مقام رهبری حزب به‌عمل آوردند.طبق اطلاعاتی که بعداً به‌دست آمد نیکلای بولگانین نیز جزو گروه مزبور بوده‌است.